# Eye Haïdara
Eye Haïdara, nacida el 7 de marzo de 1983 en Boulogne-Billancourt, es una actriz francesa conocida actualmente por su personaje de Adele en la película La fiesta de la vida en 2017.

## Biografía
Eye Haïdara comienza en el teatro con el apoyo de su maestro en la escuela primaria de Bessières en París 17. Después de una carrera escolar clásica, la opción de teatro BAC en el Lycée Racine en 2001 y un DEUG en artes escénicas en la Sorbonne Nouvelle Paris 3 en 2003, Eye asistió a las clases de Acting International Theatre bajo la dirección de Robert Cordier.
En 2017, actuó en La fiesta de la vida, de Eric Toledano y  Olivier Nakache . Este papel le valió una nominación en los Premios Lumieres a la Mejor Revelación femenina.

## Filmografía
- 2006 : Regarde-moi de Audrey Estrougo : Fatimata
- 2008 : Film Socialisme de Jean-Luc Godard : Journaliste FR3
- 2009 : Jimmy Rivière de Teddy Lussi-Modeste : Fatim
- 2010 : Mar Vivo de Cyril Brody : Lætitia
- 2010 : Implosion : Djamile
- 2014 : Les Gorilles de Tristan Aurouet : Linda
- 2015 : La Taularde de Audrey Estrougo : Nato Kanté
- 2015 : Caramel surprise de Fairouz M'Siti : Mawena
- 2015 : Opération Comando de Jan Carlewski : Eye
- 2017 : Le Sens de la fête de Éric Toledano y Olivier Nakache : Adèle

## Reconocimiento
- Premios Lumières : nominada como Mejor Revelación femenina por La fiesta de la vida